# Don't Wake Me Up
«Don't Wake Me Up» —en español: no me despiertes— es una canción interpretada por el artista estadounidense Chris Brown, incluido en su quinto álbum de estudio, Fortune (2012). La canción fue escrita por Alain Whyte, Allessandro "Alle" Benassi, Brian Kennedy, Brown, Jean-Baptiste, Marco "Benny" Benassi, Michael McHenry, Nick Marsh, Priscilla Hamilton, Ryan Buendia y William Orbit. La producción estuvo a cargo de Benny y Alle Benassi, Free School, Orbit y Kennedy. Fue lanzado digitalmente el 18 de mayo de 2012, como el cuarto sencillo del álbum. Musicalmente, «Don't Wake Me Up» es una canción dance pop que cuenta con una línea de bajo fuerte y el coro repetitivo. Líricamente, la canción es acerca de una pérdida de un ser querido que existe sólo en un sueño.

## Video musical
El video musical fue dirigido por Colin Tilley y se estrenó el 11 de junio de 2012. Muestra a Brown en tres sueños diferentes que implican a una misteriosa mujer, interpretada por la modelo Araya Nicks. El video recibió crítica positivas por sus efectos visuales.

## Formatos y canciones
Descarga digital
1. "Don't Wake Me Up" – 3:42

 Reino Unido – Digital EP
1. "Don't Wake Me Up" – 3:42
2. "Don't Wake Me Up" (Free School/William Orbit Mix) – 4:44
3. "Till I Die" (featuring Big Sean and Wiz Khalifa) – 3:57
4. "Sweet Love" – 3:19

 Alemania – Sencillo en CD
1. "Don't Wake Me Up" – 3:42
2. "Don't Wake Me Up" (Benny Benassi Mix Main)– 3:46
3. "Don't Wake Me Up" (Benny Benassi Mix Instrumental) – 3:46
4. "Don't Wake Me Up" (Benny Benassi Mix Short Intro) – 3:25
5. "Don't Wake Me Up" (Free School/William Orbit Mix) – 4:44

 Estados Unidos – Digital EP (Remixes)
1. "Don't Wake Me Up" (dBerrie Remix) – 7:17
2. "Don't Wake Me Up" (TheFatRat Remix) – 5:38
3. "Don't Wake Me Up" (Panic City Remix Radio Edit) – 4:35
4. "Don't Wake Me Up" (Clinton Sparks Remix) – 4:00
5. "Don't Wake Me Up" (DJ White Shadow Remix) – 3:39

## Posicionamiento en listas y certificaciones
| Lista (2012)                          | Mejor posición |
| ------------------------------------- | -------------- |
| Alemania (Media Control AG)           | 11             |
| Australia (ARIA)                      | 2              |
| Australia (Australian Urban)          | 1              |
| Austria (Ö3 Austria Top 40)           | 1              |
| Bélgica (Flandes) (Ultratop 50)       | 12             |
| Bélgica (Valonia) (Ultratop 50)       | 17             |
| Canadá (Canadian Hot 100)             | 42             |
| República Checa (IFPI)                | 52             |
| Dinamarca (Tracklisten)               | 16             |
| Escocia (The Official Charts Company) | 1              |
| Eslovaquia (Rádio Top 100 Oficiálna)  | 28             |
| España (Top 100 Canciones)            | 31             |
| Estados Unidos (Billboard Hot 100)    | 11             |
| Estados Unidos (Hot Dance Club Songs) | 12             |
| Estados Unidos (Pop Songs)            | 19             |
| Francia (SNEP)                        | 11             |
| Hungría (Rádiós Top 40)               | 9              |
| Irlanda (IRMA)                        | 4              |
| Japón (Japan Hot 100)                 | 9              |
| Noruega (VG-lista)                    | 8              |
| Nueva Zelanda (Recorded Music NZ)     | 2              |
| Países Bajos (Dutch Top 40)           | 34             |
| Reino Unido (UK Singles Chart)        | 2              |
| Suecia (Sverigetopplistan)            | 20             |
| Suiza (Schweizer Hitparade)           | 12             |

| País          | Organismo certificador | Certificación | Ref.   |
| ------------- | ---------------------- | ------------- | ------ |
| Australia     | ARIA                   | 2× Platino    | [ 31 ] |
| Nueva Zelanda | RIANZ                  | Platino       | [ 32 ] |

## Sucesión en listas
| Predecesor: «This Is Love» de Will.i.am con Eva Simons | Scottish Singles Top 40 — Sencillo número uno 14 de julio de 2012 — 20 de julio de 2012 | Sucesor: «Call Me Maybe» de Carly Rae Jepsen |
| Predecesor: «I Follow Rivers» de Triggerfinger         | Ö3 Austria Top 75 — Sencillo número uno 15 de agosto de 2012 — 21 de agosto de 2012     | Sucesor: «I Follow Rivers» de Triggerfinger  |